# Ergys Kaçe
Ergys Kaçe (Coriza, 8 luglio 1993) è un calciatore albanese, centrocampista del Gjilani.

## Carriera

### Club

#### Gli inizi al PAOK Salonicco
Cresciuto nelle giovanili del PAOK Salonicco facendo tutta la trafila, nel 2011 debutta in campionato con la maglia bianconera all'età di 18 anni.

#### Prestito all'Anagennisi Epanomi
Il PAOK Salonicco per la stagione 2011-2012 decide di farlo andare a giocare in prestito all'Anagennisi Epanomi, squadra militante nella Football League, la seconda divisione greca. Termina la stagione avendo collezionato 19 presenze ed un gol in campionato ed una presenza in Coppa di Grecia, con un totale di 20 partite ed un gol e così fa ritorno al PAOK.

#### Ritorno al PAOK Salonicco
Una volta ritornato al PAOK Salonicco, viene schierato spesso dal suo allenatore, diventa una dei titolari del centrocampo e riesce anche ad esordire nelle competizioni internazionali più importanti, come l'Europa League nella stagione 2012-2013 e la Champions League nella stagione 2013-2014.

#### Il prestito al Viktoria Plzeň
Il 24 agosto 2016 si trasferisce con la formula del prestito secco alla squadra ceca del Viktoria Plzeň.

### Nazionale
Ha disputato 6 partite con la nazionale albanese Under-21. Ha debuttato con la maglia della nazionale maggiore il 7 giugno 2013 entrando nei minuti finali del match valido per le qualificazioni ai Mondiali 2014 contro la Norvegia, terminata poi con un pareggio 1 a 1.
Il 14 agosto 2013 segna il suo primo in nazionale, risultando anche uno dei più giovani calciatori albanesi ad aver segnato un gol in nazionale maggiore, nella partita amichevole dell'Albania contro l'Armenia giocata a Tirana, segnando grazie ad una gran conclusione da fuori area che si è infilata all'incrocio dei pali. Nella partita contro la Slovenia invece viene impiegato per la prima volta da titolare dal C.T., Gianni De Biasi.
Il 13 giugno 2015 grazie ad un suo gol direttamente su punizione nella partita amichevole contro la Francia permette all'Albania di raggiungere la sua prima e storica vittoria contro i francesi.
Viene convocato per gli Europei 2016 in Francia.

## Statistiche

### Presenze e reti nei club
Statistiche aggiornate all'8 febbraio 2020.
| Stagione              | Squadra               | Campionato            | Campionato | Campionato | Coppe nazionali | Coppe nazionali | Coppe nazionali | Coppe continentali | Coppe continentali | Coppe continentali | Altre coppe | Altre coppe | Altre coppe | Totale | Totale |
| Stagione              | Squadra               | Comp                  | Pres       | Reti       | Comp            | Pres            | Reti            | Comp               | Pres               | Reti               | Comp        | Pres        | Reti        | Pres   | Reti   |
| --------------------- | --------------------- | --------------------- | ---------- | ---------- | --------------- | --------------- | --------------- | ------------------ | ------------------ | ------------------ | ----------- | ----------- | ----------- | ------ | ------ |
| 2010-2011             | PAOK                  | SL                    | 1          | 0          | CG              | 0               | 0               | UCL+UEL            | 0                  | 0                  | -           | -           | -           | 1      | 0      |
| 2011-2012             | Anagennisi Epanomi    | FL                    | 19         | 1          | CG              | 1               | 0               | -                  | -                  | -                  | -           | -           | -           | 20     | 1      |
| 2012-2013             | PAOK                  | SL                    | 27+4       | 1+0        | CG              | 6               | 0               | UEL                | 4                  | 0                  | -           | -           | -           | 41     | 1      |
| 2013-2014             | PAOK                  | SL                    | 17+2       | 1+0        | CG              | 7               | 0               | UCL+UEL            | 2+2                | 0                  | -           | -           | -           | 30     | 1      |
| 2014-2015             | PAOK                  | SL                    | 25+5       | 4+0        | CG              | 2               | 0               | UEL                | 7                  | 0                  | -           | -           | -           | 39     | 4      |
| 2015-2016             | PAOK                  | SL                    | 19+2       | 0          | CG              | 2               | 0               | UEL                | 10                 | 0                  | -           | -           | -           | 33     | 0      |
| 2016-gen. 2017        | Viktoria Plzeň        | 1L                    | 4          | 0          | CR              | 2               | 1               | UCL+UEL            | 0+4                | 0                  | SR          | -           | -           | 10     | 1      |
| gen.-giu. 2017        | PAOK                  | SL                    | 6+1        | 1+0        | CG              | 2               | 0               | UCL+UEL            | -                  | -                  | -           | -           | -           | 9      | 1      |
| 2017-gen. 2018        | PAOK                  | SL                    | 4          | 0          | CG              | 1               | 0               | UEL                | 0                  | 0                  | -           | -           | -           | 5      | 0      |
| Totale PAOK Salonicco | Totale PAOK Salonicco | Totale PAOK Salonicco | 99+14      | 7+0        |                 | 20              | 0               |                    | 25                 | 0                  |             | -           | -           | 158    | 7      |
| gen.-giu. 2018        | Panathīnaïkos         | SL                    | 10         | 0          | CG              | 0               | 0               | -                  | -                  | -                  | -           | -           | -           | 10     | 0      |
| 2018-2019             | Panathīnaïkos         | SL                    | 20         | 2          | CG              | 2               | 0               | -                  | -                  | -                  | -           | -           | -           | 22     | 2      |
| Totale Panathīnaïkos  | Totale Panathīnaïkos  | Totale Panathīnaïkos  | 30         | 2          |                 | 2               | 0               |                    | -                  | -                  |             | -           | -           | 32     | 2      |
| 2019-2020             | Larissa               | SL                    | 19         | 0          | CG              | 1               | 0               | -                  | -                  | -                  | -           | -           | -           | 20     | 0      |
| Totale carriera       | Totale carriera       | Totale carriera       | 171+14     | 10+0       |                 | 26              | 1               |                    | 29                 | 0                  |             | -           | -           | 240    | 11     |

### Cronologia presenze e reti in nazionale
| Cronologia completa delle presenze e delle reti in nazionale ― Albania | Cronologia completa delle presenze e delle reti in nazionale ― Albania | Cronologia completa delle presenze e delle reti in nazionale ― Albania | Cronologia completa delle presenze e delle reti in nazionale ― Albania | Cronologia completa delle presenze e delle reti in nazionale ― Albania | Cronologia completa delle presenze e delle reti in nazionale ― Albania | Cronologia completa delle presenze e delle reti in nazionale ― Albania | Cronologia completa delle presenze e delle reti in nazionale ― Albania |
| Data                                                                   | Città                                                                  | In casa                                                                | Risultato                                                              | Ospiti                                                                 | Competizione                                                           | Reti                                                                   | Note                                                                   |
| ---------------------------------------------------------------------- | ---------------------------------------------------------------------- | ---------------------------------------------------------------------- | ---------------------------------------------------------------------- | ---------------------------------------------------------------------- | ---------------------------------------------------------------------- | ---------------------------------------------------------------------- | ---------------------------------------------------------------------- |
| 7-6-2013                                                               | Tirana                                                                 | Albania                                                                | 1 – 1                                                                  | Norvegia                                                               | Qual. Mondiali 2014                                                    | -                                                                      | 84’                                                                    |
| 14-8-2013                                                              | Tirana                                                                 | Albania                                                                | 2 – 0                                                                  | Armenia                                                                | Amichevole                                                             | 1                                                                      | 65’                                                                    |
| 6-9-2013                                                               | Lubiana                                                                | Slovenia                                                               | 1 – 0                                                                  | Albania                                                                | Qual. Mondiali 2014                                                    | -                                                                      |                                                                        |
| 10-9-2013                                                              | Reykjavík                                                              | Islanda                                                                | 2 – 1                                                                  | Albania                                                                | Qual. Mondiali 2014                                                    | -                                                                      | 44’                                                                    |
| 11-10-2013                                                             | Tirana                                                                 | Albania                                                                | 1 – 2                                                                  | Svizzera                                                               | Qual. Mondiali 2014                                                    | -                                                                      |                                                                        |
| 15-10-2013                                                             | Strovolos                                                              | Cipro                                                                  | 0 – 0                                                                  | Albania                                                                | Qual. Mondiali 2014                                                    | -                                                                      | 59’                                                                    |
| 5-3-2014                                                               | Durazzo                                                                | Albania                                                                | 2 – 0                                                                  | Malta                                                                  | Amichevole                                                             | -                                                                      | 69’ 78’                                                                |
| 31-5-2014                                                              | Yverdon-les-Bains                                                      | Albania                                                                | 0 – 1                                                                  | Romania                                                                | Amichevole                                                             | -                                                                      |                                                                        |
| 4-6-2014                                                               | Budapest                                                               | Ungheria                                                               | 1 – 0                                                                  | Albania                                                                | Amichevole                                                             | -                                                                      | 65’                                                                    |
| 8-6-2014                                                               | Serravalle                                                             | San Marino                                                             | 0 – 3                                                                  | Albania                                                                | Amichevole                                                             | -                                                                      | 46’                                                                    |
| 7-9-2014                                                               | Aveiro                                                                 | Portogallo                                                             | 0 – 1                                                                  | Albania                                                                | Qual. Euro 2016                                                        | -                                                                      | 66’ 69’                                                                |
| 13-6-2015                                                              | Elbasan                                                                | Albania                                                                | 1 – 0                                                                  | Francia                                                                | Amichevole                                                             | 1                                                                      | 30’ 80’                                                                |
| 8-10-2015                                                              | Elbasan                                                                | Albania                                                                | 0 – 2                                                                  | Serbia                                                                 | Qual. Euro 2016                                                        | -                                                                      | 46’                                                                    |
| 26-3-2016                                                              | Vienna                                                                 | Austria                                                                | 2 – 1                                                                  | Albania                                                                | Amichevole                                                             | -                                                                      | 55’, 78’                                                               |
| 29-3-2016                                                              | Lussemburgo                                                            | Lussemburgo                                                            | 0 – 2                                                                  | Albania                                                                | Amichevole                                                             | -                                                                      | 46’                                                                    |
| 3-6-2016                                                               | Bergamo                                                                | Albania                                                                | 1 – 3                                                                  | Ucraina                                                                | Amichevole                                                             | -                                                                      | 74’                                                                    |
| 11-6-2016                                                              | Lens                                                                   | Albania                                                                | 0 – 1                                                                  | Svizzera                                                               | Euro 2016 - 1º turno                                                   | -                                                                      | 62’ 63’                                                                |
| 31-8-2016                                                              | Scutari                                                                | Albania                                                                | 0 – 0                                                                  | Marocco                                                                | Amichevole                                                             | -                                                                      | 71’                                                                    |
| 4-6-2017                                                               | Lussemburgo                                                            | Lussemburgo                                                            | 2 – 1                                                                  | Albania                                                                | Amichevole                                                             | -                                                                      | 46’                                                                    |
| 6-10-2017                                                              | Alicante                                                               | Spagna                                                                 | 3 – 0                                                                  | Albania                                                                | Qual. Mondiali 2018                                                    | -                                                                      | 29’                                                                    |
| 9-10-2017                                                              | Scutari                                                                | Albania                                                                | 0 – 1                                                                  | Italia                                                                 | Qual. Mondiali 2018                                                    | -                                                                      |                                                                        |
| 17-11-2018                                                             | Scutari                                                                | Albania                                                                | 0 – 4                                                                  | Scozia                                                                 | UEFA Nations League 2018-2019 - 1º turno                               | -                                                                      | 27’                                                                    |
| 25-3-2019                                                              | Andorra la Vella                                                       | Andorra                                                                | 0 – 3                                                                  | Albania                                                                | Qual. Euro 2020                                                        | -                                                                      |                                                                        |
| 8-6-2019                                                               | Reykjavík                                                              | Islanda                                                                | 1 – 0                                                                  | Albania                                                                | Qual. Euro 2020                                                        | -                                                                      | 68’                                                                    |
| 11-6-2019                                                              | Elbasan                                                                | Albania                                                                | 2 – 0                                                                  | Moldavia                                                               | Qual. Euro 2020                                                        | -                                                                      | 84’                                                                    |
| Totale                                                                 |                                                                        | Presenze (62º posto)                                                   | 25                                                                     |                                                                        | Reti (38º posto)                                                       | 2                                                                      |                                                                        |

| Cronologia completa delle presenze e delle reti in nazionale ― Albania under 21 | Cronologia completa delle presenze e delle reti in nazionale ― Albania under 21 | Cronologia completa delle presenze e delle reti in nazionale ― Albania under 21 | Cronologia completa delle presenze e delle reti in nazionale ― Albania under 21 | Cronologia completa delle presenze e delle reti in nazionale ― Albania under 21 | Cronologia completa delle presenze e delle reti in nazionale ― Albania under 21 | Cronologia completa delle presenze e delle reti in nazionale ― Albania under 21 | Cronologia completa delle presenze e delle reti in nazionale ― Albania under 21 |
| Data                                                                            | Città                                                                           | In casa                                                                         | Risultato                                                                       | Ospiti                                                                          | Competizione                                                                    | Reti                                                                            | Note                                                                            |
| ------------------------------------------------------------------------------- | ------------------------------------------------------------------------------- | ------------------------------------------------------------------------------- | ------------------------------------------------------------------------------- | ------------------------------------------------------------------------------- | ------------------------------------------------------------------------------- | ------------------------------------------------------------------------------- | ------------------------------------------------------------------------------- |
| 26-3-2011                                                                       | Tirana                                                                          | Albania under 21                                                                | 3 – 1                                                                           | Georgia under 21                                                                | Amichevole                                                                      | -                                                                               | 65’                                                                             |
| 30-5-2011                                                                       | Amsterdam                                                                       | Paesi Bassi under 21                                                            | 5 – 0                                                                           | Albania under 21                                                                | Amichevole                                                                      | -                                                                               | 85’                                                                             |
| 14-11-2013                                                                      | Budapest                                                                        | Ungheria under 21                                                               | 0 – 2                                                                           | Albania under 21                                                                | Qual. Europeo Under-21 2015                                                     | -                                                                               |                                                                                 |
| 18-11-2013                                                                      | Tirana                                                                          | Albania under 21                                                                | 0 – 2                                                                           | Spagna under 21                                                                 | Qual. Europeo Under-21 2015                                                     | -                                                                               |                                                                                 |
| Totale                                                                          |                                                                                 | Presenze                                                                        | 4                                                                               |                                                                                 | Reti                                                                            | 0                                                                               |                                                                                 |